# Danny Ecker
Daniel Ecker, detto Danny (Leverkusen, 21 luglio 1977), è un ex astista tedesco.
È figlio di John Ecker, cestista statunitense più volte campione NCAA con la squadra dell'UCLA, e di Heide Rosendahl, campionessa olimpica del salto in lungo.
Ha partecipato a tre edizioni dei Giochi olimpici: a Sydney (2000) si è classificato all'ottavo posto saltando 5,80; ad Atene (2004) è giunto quinto con 5,75; a Pechino (2008) ha concluso al sesto posto con la stessa misura, 5,70, della medaglia di bronzo Denis Yurchenko.

## Palmarès
| Anno | Manifestazione    | Sede       | Evento           | Risultato | Prestazione | Note |
| ---- | ----------------- | ---------- | ---------------- | --------- | ----------- | ---- |
| 1996 | Mondiali juniores | Sydney     | Salto con l'asta | Bronzo    | 5,30 m      |      |
| 1997 | Europei under 23  | Turku      | Salto con l'asta | 15º       | 5,20 m      |      |
| 1998 | Europei indoor    | Valencia   | Salto con l'asta | Bronzo    | 5,75 m      |      |
| 1998 | Europei           | Budapest   | Salto con l'asta | 4º        | 5,76 m      |      |
| 1999 | Mondiali indoor   | Maebashi   | Salto con l'asta | Bronzo    | 5,85 m      |      |
| 1999 | Europei under 23  | Göteborg   | Salto con l'asta | 5º        | 5,50 m      |      |
| 1999 | Mondiali          | Siviglia   | Salto con l'asta | 4º        | 5,70 m      |      |
| 2000 | Giochi olimpici   | Sydney     | Salto con l'asta | 8º        | 5,80 m      |      |
| 2001 | Mondiali          | Edmonton   | Salto con l'asta | 11º       | 5,65 m      |      |
| 2004 | Giochi olimpici   | Atene      | Salto con l'asta | 5º        | 5,75 m      |      |
| 2005 | Mondiali          | Helsinki   | Salto con l'asta | Finale    | nm          |      |
| 2007 | Europei indoor    | Birmingham | Salto con l'asta | Oro       | 5,71 m      |      |
| 2007 | Mondiali          | Osaka      | Salto con l'asta | Bronzo    | 5,81 m      |      |
| 2008 | Giochi olimpici   | Pechino    | Salto con l'asta | 6º        | 5,70 m      |      |
| 2009 | Europei indoor    | Torino     | Salto con l'asta | 9º        | 5,65 m      |      |